# Werner Lesser
Werner Lesser (ur. 22 kwietnia 1932 w Schmalkalden, zm. 15 stycznia 2005 w Brotterode) – niemiecki skoczek narciarski, który w latach 1955–1968 występował w reprezentacji NRD.

## Kariera
Brał udział w konkurach skoków narciarskich na dwóch Zimowych Igrzyskach Olimpijskich – w Cortina d’Ampezzo (1956) i w Squaw Valley (1960) oraz na dwóch mistrzostwach świata w narciarstwie klasycznym – w Falun (1954) i w Lahti (1958).
Najbardziej udane dla niego były zawody na mistrzostwach świata w narciarstwie klasycznym w 1958 w Lahti, w których zajął 8. miejsce. Najlepszym jego wynikiem na zimowych igrzyskach olimpijskich było zajęcie 8. miejsca w 1956 w Cortinie d’Ampezzo.
Startował w konkursach w ramach Tygodnia Lotów Narciarskich. W roku 1955/1956 wygrał ten cykl. Brał udział również w Turnieju Czterech Skoczni. Najwyższym uzyskanym przez niego miejscem w klasyfikacji generalnej było czwarte (w sezonach 1956/1957 oraz 1957/1958).
Startował też w zawodach niższej rangi organizowanych w Polsce. Zajął czwarte miejsce w klasyfikacji generalnej Pucharu Beskidów w roku 1960 po 7. miejscu w konkursie w Wiśle i 2. lokacie w Szczyrku. W 1961 roku zajął dziewiąte miejsce w Memoriale Bronisława Czecha i Heleny Marusarzówny.

### Igrzyska olimpijskie
| Miejsce | Dzień     | Rok  | Miejscowość       | Punkt K | Skok 1 | Skok 2 | Nota  | Zwycięzca        |
| ------- | --------- | ---- | ----------------- | ------- | ------ | ------ | ----- | ---------------- |
| 8.      | 5 lutego  | 1956 | Cortina d’Ampezzo | K-80    | 77,5 m | 77,5 m | 210,0 | Antti Hyvärinen  |
| 21.     | 28 lutego | 1960 | Squaw Valley      | K-80    | 81,5 m | 78,5 m | 200,8 | Helmut Recknagel |

### Mistrzostwa świata
| Miejsce | Dzień     | Rok  | Miejscowość | Punkt K | Skok 1 | Skok 2 | Nota  | Zwycięzca         |
| ------- | --------- | ---- | ----------- | ------- | ------ | ------ | ----- | ----------------- |
| 53.     | 15 lutego | 1954 | Falun       | K-80    | 60.5 m | 63,5 m | 179,5 | Matti Pietikäinen |
| 8.      | 9 marca   | 1958 | Lahti       | K-70    | 65,0   | 64,5   | 206,0 | Juhani Kärkinen   |

### Turniej Czterech Skoczni
- 1955/1956 – 6. miejsce
- 1956/1957 – 4. miejsce
- 1957/1958 – 4. miejsce
- 1958/1959 – 12. miejsce
- 1960/1961 – 23. miejsce

### Dalsze życie
Lesser zakończył przygodę ze skakaniem w 1961 roku. Zawodowo pracował jako księgowy w fabryce w Zella-Mehlis, później przystąpił do Volkspolizei. Za osiągnięcia sportowe w 1958 roku został odznaczony brązowym Orderem Zasług dla Ojczyzny za osiągnięcia sportowe. Takie samo wyróżnienie uzyskał w 1974 roku za działalność trenerską w swoim rodzinnym Brotterode. Od 2009 roku kompleks skoczni Inselbergschanze został nazwany jego imieniem.